# عمار سميسم

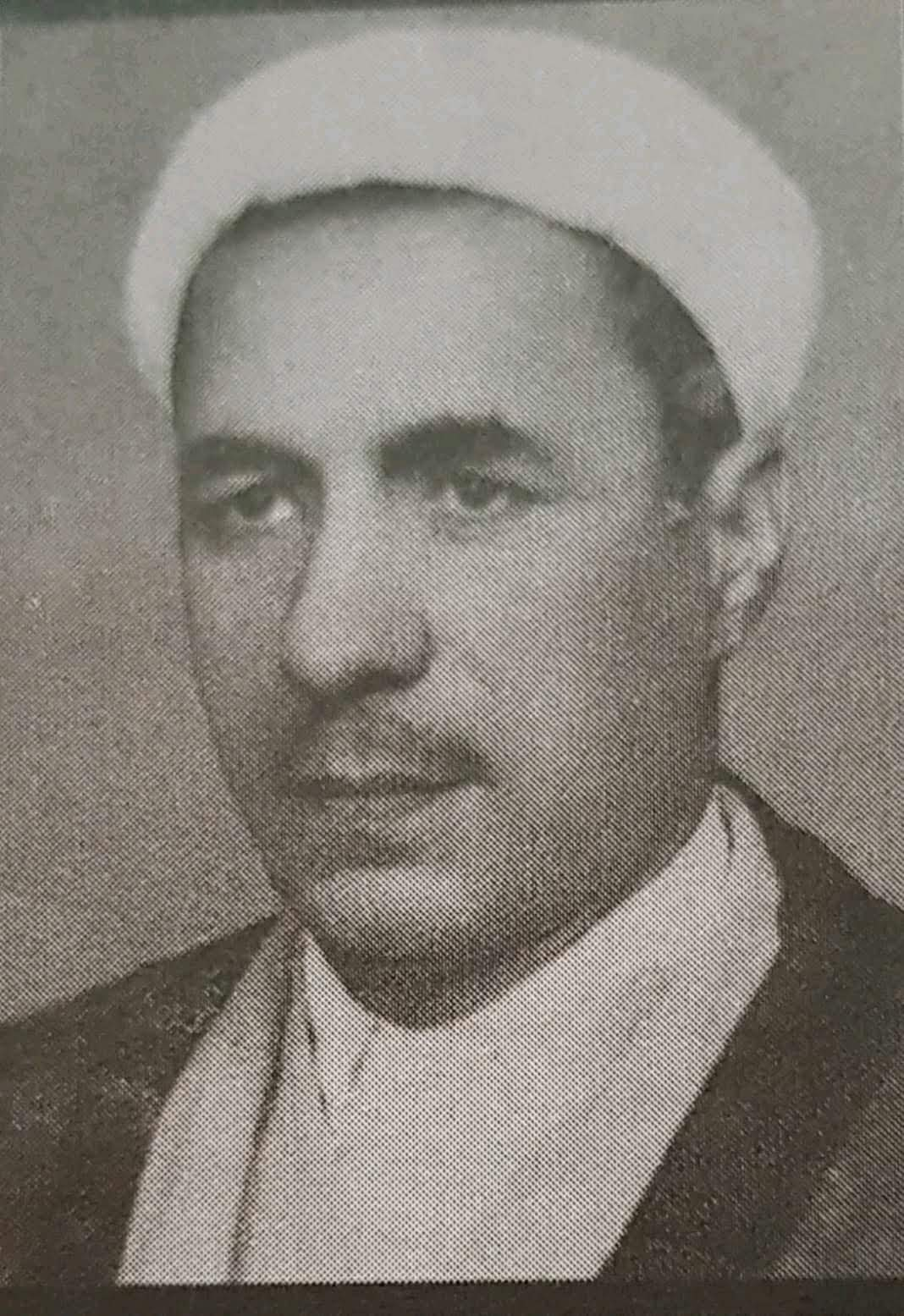
الشيخ القاضي عمار ال سميسم

عمّار بن محمد حسن بن هادي سُمَيسِم (11 سبتمبر 1908 - 29 سبتمبر 1986) (15 شعبان 1326 - 25 محرم 1407) فقيه جعفري وقاضي شرعي عراقي. ولد في النجف ونشأ بها على والده محمد حسن ثم درس مقدمات علوم العربية، والمنطق والأصول، والفقه والأبحاث العالية على علماء عصره. انتخب عضوًا في الهيئة الإدارية لجمعية الرابطة الأدبية في النجف، وكان مديرًا لها ستة عشر عامًا. عُيّن قاضيًا شرعيًا في مدينة الناصرية 1949، ثم تنقل بين مدن جنوب العراق حتى أحيل إلى التقاعد في 1963. له عدة مؤلفات مخطوطة، وديوان أشعار.

## سيرته
هو عمار بن محمد حسن بن هادي آل سميسم اللامي. ولد في النجف يوم 15 شعبان 1326 / 11 سبتمبر (أيلول) 1908 ونشأ فيها على والده المتوفي سنة 1342 هـ/ 1923 م. قرأ مقدماته العربية على مهدي الحجار، والمنطق والأصول على محمد رضا فرج الله، ومحمد علي الصائغ، ثم قرأ الفقه والأصول على محمد رضا كاشف الغطاء، والرسائل والمكاسب على محمد جواد الجزائري، ومحمود الحكيم، والفقه على باقر محبوبة ثم حضر الأبحاث العالية فقهًا وأصولًا على حسين الحمامي.

تولى القضاء الجعفري سنة 1369 هـ/ 1949 م في الناصرية ثم الديوانية فالعمارة فالنجف، حتى أحيل على التقاعد نسة 1383 هـ/ 1963 م واشتغل بالمحاماة. 

لازم بيته في سنوات الأخيرة بسبب سوء حالته الصحية حتى توفي يوم 25 محرم 1407/ 29 سبتمبر (أيلول) 1986 ودفن فيها.

## شعره
كان شاعرًا أديبًا له مشاركات عديدة في المناسبات الأدبية، وكان مديرًا لجمعية الرابطة الأدبية في النجف ستة عشر عامًا. وقد نشر الكثير من قصائده ومقالاته في الصحف النجفية. جاء في معجم البابطين عنه «يؤكد في شعره على فكرة العروبة والوحدة الوطنية، يعتمد في صياغة تجربته على الشكل العروضي الخليلي للقصيدة، مفرداته واضحة وليس للخيال في شعره دور كبير، له في الغزل عبارات رقيقة وإن تكن من معجم الغزل التراثي، باستثناء قصيدته عن فلسطين والوحدة العربية. تميل قصائده إلى الإيجاز.» ومن شعره قصيدة عنوانها «فلسطين والوحدة العربية»، نظمها سنة 1947:

## آثاره
له مؤلفات مخطوطة:
- «إمارة المشعشعين في التاريخ»
- «أصول الدين وفروع الإيمان»
- «العدالة الاجتماعية والدين الإسلامي الحنيف»
- «الأحوال الشخصية في الوقف»
- «الأحكام القضائية»
- ديوان شعره